# 北海道道701号登別港線
北海道道701号登別港線（ほっかいどうどう701ごう のぼりべつこうせん）は、北海道登別市と白老郡白老町を結ぶ一般道道（北海道道）である。

## 概要
- 国道36号から太平洋側に逸れ、再び国道36号に合流する一本道である。蘭法華トンネルなど登別市富浦町側の一部は国道36号旧道である。
- 当初は登別市登別港町 - 白老郡白老町虎杖浜であったが、富浦町まで延長認定された際に起点の変更が行われず、延長前と同じ登別市登別港町とされたため、認定上は終点が2箇所存在する。
- 蘭法華トンネルは2019年（平成31年）1月25日から点検および補修工事のため終日通行止めとなっていたが、約3年10か月後の2022年（令和4年）11月29日に通行止めが解除された[1]。

### 路線データ
- 起点：北海道登別市登別港町（登別港）
- 終点：北海道白老郡白老町虎杖浜、北海道登別市富浦町4丁目（国道36号交点）
- 路線延長：3.6 km

## 歴史
- 1971年（昭和46年）3月31日 路線認定[2]。
- 1995年（平成7年）4月11日 路線延長認定[3]。

## 路線状況

### 別名
- 登別海岸通

### 道路施設
主なトンネル
- 蘭法華トンネル（117m）

## 地理

### 通過する自治体
- 胆振総合振興局
  - 登別市
  - 白老郡白老町

### 交差する道路
白老町
- 国道36号 - 虎杖浜（終点）

登別市
- 国道36号 - 富浦町4丁目（終点）

### 沿線にある施設など
登別市
- JR北海道 室蘭本線 富浦駅 - 富浦町1丁目